# Apollo 13 (film)
Apollo 13 är en amerikansk verklighetsbaserad äventyrsfilm från 1995 i regi av Ron Howard. Den hade biopremiär i USA den 30 juni 1995.
År 2023 valdes filmen ut för att bevaras i National Film Registry av USA:s kongressbibliotek då den anses vara ”kulturellt, historiskt eller estetiskt betydelsefull”.

## Handling
Det har gått mindre än ett år sedan den första människan gick på månen. För den amerikanska befolkningen betyder Apollo 13 bara ännu en rutinresa i rymden, "ungefär lika spännande som en resa till Pittsburgh" – tills dessa ord hörs från rymden: "Houston, we have a problem".
Astronauterna Jim Lovell (Tom Hanks), Fred W. Haise (Bill Paxton) och Jack Swigert (Kevin Bacon) är strandade i rymden. I ett skadat rymdskepp, 330 000 kilometer från jorden, för de en desperat kamp för att överleva. I kontrollrummet på jorden kämpar astronauten Thomas K. Mattingly (Gary Sinise), flygledaren Gene Kranz (Ed Harris) och deras heroiska team emot tiden, mot alla odds, för att få hem dem oskadda.

## Om filmen
Apollo 13 regisserades av Ron Howard. Den baseras på Jeffrey Klugers och Jim Lovells roman om Lovells upplevelser som astronaut på Apollo 13. Filmen vann två Oscar för bästa ljud (mottogs av bland andra Scott Millan) och bästa klippning. Filmen nominerades också i 7 andra kategorier, bland annat bästa film. 
I filmen spelar Jim Lovell en cameoroll som befälhavaren på USS Iwo Jima som välkomnar Tom Hanks rollfigur, det vill säga sig själv.
För scenerna på USS Iwo Jima användes systerfartyget USS New Orleans (LPH-11)
Flera större filmstjärnor, som John Travolta, John Cusack och Brad Pitt, tackade nej till att medverka i filmen.
För att simulera tyngdlöshet användes ett av Nasas KC-135A tyngdlöshetssimuleringplan (så kallade "Vomit Comet", eller "Spykometen"). Planet flyger i kastparabler och ger under 20–30 sekunder tyngdlöshet.
Interiören till kommandomodulen och månlandaren/LEM(Lunar Excursion Vehicle) byggdes i flygplanet och därmed kunde man simulera tyngdlöshet under inspelningen.

## Citat
| ”                                   | Houston, we have a problem | „ |
| – Jim Lovell (Tom Hanks), Apollo 13 |                            |   |

(Det var faktiskt Swigert som uttalade orden först, men Mission Control hörde knappt och bad dem repetera. 
Då svarade Jim Lovell tydligt och därför tillskrivs han oftast som den som sa den berömda meningen. Filmens citat stämmer dessutom inte med det verkliga citatet som var "Houston, we've had a problem". )
| ”                                   | Failure is not an option | „ |
| – Gene Kranz (Ed Harris), Apollo 13 |                          |   |

## Rollista (i urval)
| Tom Hanks           | – Jim Lovell                                     |
| Bill Paxton         | – Fred W. Haise                                  |
| Kevin Bacon         | – Jack Swigert                                   |
| Gary Sinise         | – Thomas "Ken" K. Mattingly                      |
| Ed Harris           | – Gene Kranz                                     |
| Kathleen Quinlan    | – Marilyn Lovell                                 |
| Chris Ellis         | – Deke Slayton                                   |
| Joe Spano           | – NASA-direktör                                  |
| Xander Berkeley     | – Henry Hurt                                     |
| Loren Dean          | – John Aaron                                     |
| Jim Lovell          | – Leland E. Kirkemo, befälhavare på USS Iwo Jima |
| Bryce Dallas Howard | – statistroll                                    |